# Občina Radovljica
Občina Radovljica je jednou z 212 občin ve Slovinsku. Nachází se v Hornokraňském regionu na území historického Kraňska. Občinu tvoří 52 sídel, její rozloha je 118,7 km² a k 1. lednu 2017 zde žilo 18 822 obyvatel. Správním střediskem občiny je město Radovljica.

## Geografie
Leží na severozápadu Slovinska v Karavankách. Nejvyšším bodem je Veliki vrh (2060 m n. m.). Jižní částí občiny protéká řeka Sáva. Ve směru od severozápadu na jihovýchod občinu protíná dálnice A2.

## Historie
Trhová práva získala obec roku 1346 a roku 1510 se stala městem. Město mělo i vlastní soudnictví a mohlo vybírat mýtné. Tuto autonomii zrušil až císař Josef II.

## Popis
Historické centrum se vypíná na 75 vysokém návrší nad řekou Sávou. Staré město se uchovalo znaky pozdněgotické a renesanční architektury, od půdorysu a orientace domů až po detaily některých staveb. Po velkém ohni roku 1835 byla většina domů přestavěna v klasicistním stylu. Historické domy lemují hlavní ulici, která se pak rošiřuje na náměstí Linhartov trg. Z původně 16 městských věží se zachovalo aspoň částečně 9. Za pozornost stojí Šivecův dům ze 16. století s pozdněgotickými prvky a freskovou fasádou. Dále Vidičův dům ze 17. století rovněž s freskami na fasádě. V Linhartově domě se narodil Anton Tomaž Linhart zakladatel slovinského dramatu. Na náměstí se nalézá i Thurnov grad, který prošel barokní úpravou a jeho fasádu zdobí štuková výzdoba. Dále je zde kostel sv. Petra, původně románská stavba získala koncem 15. století pozdně gotický vzhled. Vedlejší starobylá fara zaujme arkádami ze 16. století v nádvoří.

## Členění občiny
Občina se dělí na sídla: Begunje na Gorenjskem, Brda, Brezje, Brezovica, Dobravica, Dobro Polje, Dvorska vas, Češnjica pri Kropi, Črnivec, Globoko, Gorica, Hlebce, Hraše, Kamna Gorica, Kropa, Lancovo, Lesce, Lipnica, Ljubno, Mišače, Mlaka, Mošnje, Nova vas pri Lescah, Noše, Otoče, Ovsiše, Peračica, Podnart, Poljče, Poljšica pri Podnartu, Posavec, Praproše, Prezrenje, Radovljica, Ravnica, Rovte, Slatna, Spodnja Dobrava, Spodnja Lipnica, Spodnji Otok, Srednja Dobrava, Srednja vas, Studenčice, Vošče, Vrbnje, Zadnja vas, Zaloše, Zapuže, Zgornja Dobrava, Zgornja Lipnica, Zgornji Otok, Zgoša.

## Sousední občiny
Sousedními občinami jsou: Tržič na severu a východě, Naklo na jihovýchodě, Kranj na jihu, Bohinj na jihozápadě, Bled na západě a Žirovnica na severozápadě.